# Hannah Nydahl

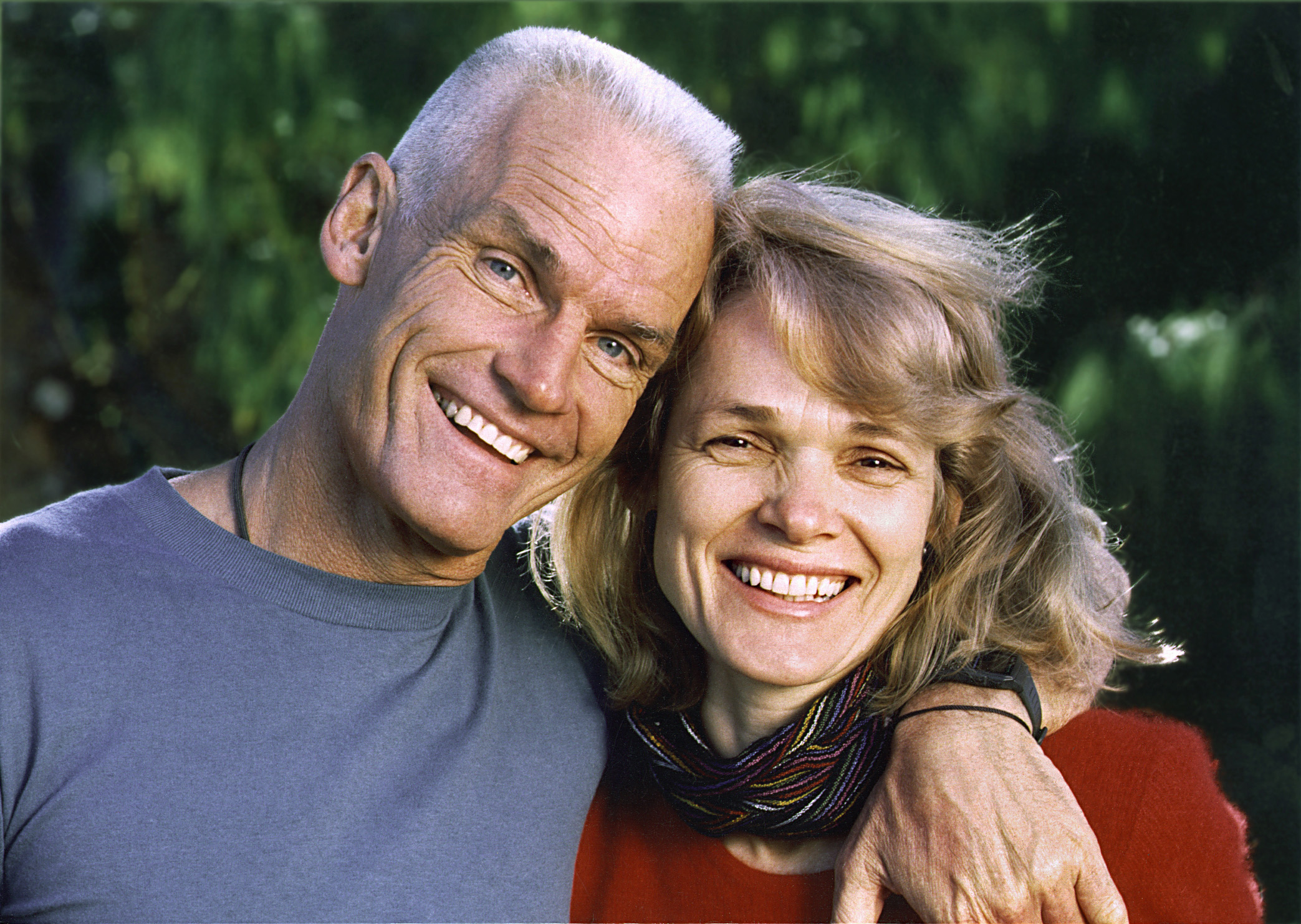
Ole és Hannah Nydahl

Hannah Nydahl (Koppenhága, 1946. április 17. – 2007. április 1.) Ole Nydahl láma felesége, a Karma Kagyü tibeti buddhista iskola tanára, tolmács.
Láma Ole Nydahl és felesége, Hannah, Himalájai nászútjukon első nyugati látogatókként találkoztak a 16. Karmapával, a Buddhizmus Karma Kagyü iskolájának szellemi vezetőjével. Karmapa, felismerve a buddhizmussal való erős kapcsolatukat, az első nyugati tanítványaivá fogadta őket. A meditációs képzések és a többéves tapasztalatszerzés után a 16. Karmapa megkérte őket, hogy az ő képviseletében ismertessék meg a Nyugati társadalmakkal a buddhista jógi vonal tanításait.
Hannah számos könyvet, cikket és meditációs szöveget lefordított, emellett fordított és tolmácsolt több Karma Kagyü-vonalbeli láma előadásain. Idejét megosztotta a férjével való utazás és a keleti meditációs mesterektől történő tanulás között. Útjaik során számtalan Gyémánt Út Buddhista Centrumot alapítottak világszerte. Munkái közé tartoznak azok a fordítások, amelyeket a Karmapa Nemzetközi Buddhista Intézet (Újdelhi) számára készített. Részt vett számos, a buddhista szövegek fordításán dolgozó csoport munkájában.
Hannah 2007. április 1-jén Koppenhágában, közép-európai idő szerint éjszaka 1 óra 43 perckor – hosszan tartó betegsége után hunyt el.
2007. április 2-án Őszentsége, a 17. Karmapa egy Amitábha dzsang csog szertartást végzett Hannah Nydahl emlékére. A szertartáson számos nyugati vendég és a Sri Divakar Vihara szerzetesei vettek részt. Ugyanezt a pudzsát Őszentsége Samar Rinpocse szikkimi rezidenciáján lévő szerzetesek is elvégezték, amely nincs messze Hannah szeretett tanítója, a 16. Karmapa rumteki székhelyétől.

## Magyarul
- Látásmód, meditáció és cselekvés. A koppenhágai előadások, 2001; Gyémánt Út Buddhista Közösség, Bp., 2021